# Linha de passe
Linha de passe è un film del 2008 diretto da Walter Salles e Daniela Thomas.
È stato presentato in concorso al 61º Festival di Cannes, dove la protagonista Sandra Corveloni ha ricevuto il premio per la miglior interpretazione femminile.

## Trama
Cidade Líder, periferia di San Paolo: quattro giovani fratelli, rimasti orfani di padre, sognano un futuro migliore.
Purtroppo non è semplice, e i quattro ragazzi devono mantenere saldi i loro propositi oltre le avversità.

## Riconoscimenti
- Festival di Cannes 2008
  - Premio per la miglior interpretazione femminile (Sandra Corveloni)